# Cerberoides
Cerberoides is een geslacht van pissebedden uit de familie van de Oniscidae.

## Soorten
- Cerberoides bicornis Jackson, 1938
- Cerberoides brevicauda Jackson, 1938
- Cerberoides pilosus Jackson, 1938